# 男子第59回・女子第54回全日本学生バスケットボール選手権大会
男子第59回・女子第54回 全日本学生バスケットボール選手権大会（だんしだい59かい・じょしだい54かい ぜんにほんがくせいバスケットボールせんしゅけんたいかい）は、2007年11月20日から25日（女子）ならびに11月26日から12月2日（男子）まで愛知県名古屋市（女子）ならびに東京都渋谷区（男子）で行われた全日本学生バスケットボール選手権大会。全日本学生バスケットボール選手権としての開催は今大会が最後であり、翌年の第60回大会からは全日本大学バスケットボール選手権と大会名を改めている。また第60回大会からは女子の開催回数が男子の開催回数に合わせて統一されたので女子の第55回 - 第59回は欠番となっている。

## 日程
女子
- 11月20日 - 女子1回戦
- 11月21日 - 女子1回戦
- 11月22日 - 女子2回戦
- 11月23日 - 女子準々決勝
- 11月24日 - 女子5〜8位決定戦・女子準決勝
- 11月25日 - 女子順位決定戦・女子決勝・女子閉会式

男子
- 11月26日 - 男子1回戦
- 11月27日 - 男子1回戦
- 11月28日 - 男子1回戦・男子2回戦
- 11月29日 - 男子2回戦
- 11月30日 - 男子準々決勝
- 12月1日 - 男子5〜8位決定戦・男子準決勝
- 12月2日 - 男子順位決定戦・男子決勝・男子閉会式

## 会場
男子
- 代々木第二体育館

女子
- 名古屋市千種スポーツセンター

## 出場校

### 男子
北海道・東北
- 北海道1位 札幌大学（22年連続35回目）
- 北海道2位 北海学園大学（6年ぶり20回目）
- 東北1位 東北学院大学（14年連続45回目）
- 東北2位 岩手大学（4年ぶり9回目）

関東
- 関東1位 青山学院大学（25年連続31回目）
- 関東2位 日本大学（56年連続56回目）
- 関東3位 東海大学（8年連続15回目）
- 関東4位 専修大学（23年連続42回目）
- 関東5位 日本体育大学（51年連続51回目）
- 関東6位 法政大学（8年連続47回目）
- 関東7位 大東文化大学（12年連続17回目）
- 関東8位 中央大学（2年連続50回目）
- 関東9位 早稲田大学（8年連続52回目）
- 関東10位 慶應義塾大学（10年連続51回目）
- 関東11位 明治大学（14年連続54回目）
- 関東12位 筑波大学（59年連続59回目）
- 関東13位 白鷗大学（初出場）

北信越・東海
- 北信越1位 新潟工業短期大学（4年ぶり5回目）
- 北信越2位 新潟経営大学（3年連続5回目）
- 東海1位 浜松大学（4年連続7回目）
- 東海2位 愛知学泉大学（20年連続20回目）
- 東海3位 中部学院大学（初出場）

近畿
- 関西1位 近畿大学（2年ぶり46回目）
- 関西2位 関西学院大学（4年ぶり30回目）
- 関西3位 天理大学（4年ぶり12回目）
- 関西4位 大阪学院大学（2年連続2回目）

中国・四国
- 中国1位 広島大学（2年ぶり17回目）
- 中国2位 徳山大学（5年連続5回目）
- 四国1位 愛媛大学（2年連続9回目）

九州
- 九州1位 福岡大学（3年連続46回目）
- 九州2位 鹿屋体育大学（2年連続15回目）
- 九州3位 九州東海大学（5年ぶり7回目）

### 女子
北海道・東北
- 北海道1位 函館大学（2年連続2回目）
- 北海道2位 札幌大学（8年連続20回目）
- 東北1位 山形大学（3年連続23回目）
- 東北2位 東北学院大学（19年連続26回目）

関東
- 関東1位 筑波大学（53年連続53回目）
- 関東2位 拓殖大学（3年連続7回目）
- 関東3位 日本女子体育大学（53年連続53回目）
- 関東4位 早稲田大学（17年連続19回目）
- 関東5位 松蔭大学（6年連続6回目）
- 関東6位 日本体育大学（53年連続53回目）
- 関東7位 専修大学（24年連続24回目）
- 関東8位 白鷗大学（12年連続12回目）
- 関東9位 玉川大学（8年連続8回目）
- 関東10位 東京学芸大学（8年連続34回目）

北信越
- 北信越1位 新潟医療福祉大学（2年連続2回目）
- 北信越2位 新潟経営大学（2年ぶり2回目）

東海
- 東海1位 愛知学泉大学（27年連続50回目）
- 東海2位 桜花学園大学（11年連続13回目）
- 東海3位 愛知大学（3年ぶり7回目）
- 東海4位 中京大学（4年ぶり21回目）
- 東海5位 中部学院大学（初出場）

近畿
- 関西1位 大阪体育大学（38年連続38回目）
- 関西2位 武庫川女子大学（23年連続42回目）
- 関西3位 大阪人間科学大学（31年連続31回目）
- 関西4位 立命館大学（13年連続13回目）
- 関西5位 関西外国語大学（2年連続11回目）

中国・四国
- 中国1位 広島大学（13年連続29回目）
- 中国2位 徳山大学（2年連続16回目）
- 四国1位 愛媛女子短期大学（4年連続4回目）

九州
- 九州1位 鹿屋体育大学（15年連続20回目）
- 九州2位 福岡教育大学（14年連続28回目）
- 九州3位 九州女子大学（6年ぶり8回目）

## 試合結果
男子
- Y…代々木第二体育館

女子
- N…名古屋市千種スポーツセンター（A・B）

### 男子
1回戦
| 日時      | Y                               |
| --------- | ------------------------------- |
| 26日10:20 | 早稲田大 90 - 62 九州東海大     |
| 26日12:00 | 白鷗大 72 - 60 東北学院大       |
| 26日13:40 | 明治大 88 - 51 大阪学院大       |
| 26日15:20 | 徳山大 65 - 107 専修大          |
| 26日17:00 | 愛媛大 47 - 109 中央大          |
| 26日18:40 | 青山学院大 137 - 67 新潟経営大  |
| 27日10:20 | 新潟工業短大 70 - 91 関西学院大 |
| 27日12:00 | 法政大 100 - 50 札幌大          |
| 27日13:40 | 鹿屋体育大 68 - 93 大東文化大   |
| 27日15:20 | 日本体育大 106 - 59 北海学園大  |
| 27日17:00 | 慶應義塾大 105 - 62 中部学院大  |
| 27日18:40 | 愛知学泉大 50 - 68 日本大       |
| 28日10:20 | 天理大 45 - 64 筑波大           |
| 28日12:00 | 岩手大 63 - 84 近畿大           |
| 28日13:40 | 広島大 59 - 98 浜松大           |
| 28日15:20 | 東海大 90 - 73 福岡大           |

2回戦
| 日時      | Y                             |
| --------- | ----------------------------- |
| 28日17:00 | 早稲田大 81 - 72 白鷗大       |
| 28日18:40 | 青山学院大 88 - 71 中央大     |
| 29日10:20 | 筑波大 75 - 67 近畿大         |
| 29日12:00 | 法政大 88 - 69 関西学院大     |
| 29日13:40 | 日本体育大 82 - 96 大東文化大 |
| 29日15:20 | 明治大 83 - 71 専修大         |
| 29日17:00 | 東海大 81 - 62 浜松大         |
| 29日18:40 | 慶應義塾大 75 - 80 日本大     |

準々決勝
| 日時      | Y                           |
| --------- | --------------------------- |
| 30日13:00 | 大東文化大 94 - 87 明治大   |
| 30日14:40 | 東海大 79 - 51 筑波大       |
| 30日16:20 | 法政大 84 - 71 日本大       |
| 30日18:00 | 青山学院大 81 - 66 早稲田大 |

5～8位決定戦
| 日時     | Y                       |
| -------- | ----------------------- |
| 1日13:00 | 筑波大 66 - 79 日本大   |
| 1日14:40 | 早稲田大 78 - 70 明治大 |

準決勝
| 日時     | Y                             |
| -------- | ----------------------------- |
| 1日16:20 | 東海大 99 - 107 法政大（3OT） |
| 1日18:00 | 青山学院大 97 - 86 大東文化大 |

7位決定戦
| 日時     | Y                     |
| -------- | --------------------- |
| 2日11:00 | 明治大 55 - 78 筑波大 |

5位決定戦
| 日時     | Y                       |
| -------- | ----------------------- |
| 2日12:40 | 早稲田大 57 - 59 日本大 |

3位決定戦
| 日時     | Y                         |
| -------- | ------------------------- |
| 2日14:20 | 大東文化大 75 - 73 東海大 |

決勝
| 日時     | Y                         |
| -------- | ------------------------- |
| 2日16:00 | 青山学院大 75 - 70 法政大 |

### 女子
1回戦
| 日時      | NA                             | NB                                |
| --------- | ------------------------------ | --------------------------------- |
| 20日12:00 | 桜花学園大 73 - 60 函館大      | 関西外国語大 69 - 87 玉川大       |
| 20日13:40 | 立命館大 58 - 75 早稲田大      | 山形大 86 - 68 愛知大             |
| 20日15:20 | 愛媛女子短大 81 - 74 専修大    | 白鷗大 100 - 69 新潟経営大        |
| 20日17:00 | 筑波大 108 - 49 新潟医療福祉大 | 中京大 42 - 109 大阪体育大        |
| 21日11:00 | 松蔭大 89 - 82 広島大          | 東北学院大 37 - 72 大阪人間科学大 |
| 21日12:40 | 東京学芸大 71 - 86 鹿屋体育大  | 日本女子体育大 93 - 37 徳山大     |
| 21日14:20 | 中部学院大 42 - 87 日本体育大  | 武庫川女子大 64 - 54 福岡教育大   |
| 21日16:00 | 拓殖大 79 - 65 九州女子大      | 札幌大 34 - 112 愛知学泉大        |

2回戦
| 日時      | NA                          | NB                                    |
| --------- | --------------------------- | ------------------------------------- |
| 22日11:00 | 松蔭大 68 - 81 鹿屋体育大   | 日本女子体育大 66 - 78 大阪人間科学大 |
| 22日12:40 | 桜花学園大 61 - 71 早稲田大 | 山形大 74 - 67 玉川大                 |
| 22日14:20 | 拓殖大 80 - 69 日本体育大   | 武庫川女子大 70 - 74 愛知学泉大       |
| 22日16:00 | 筑波大 94 - 63 愛媛女子短大 | 白鷗大 56 - 65 大阪体育大             |

準々決勝
| 日時      | N                                 |
| --------- | --------------------------------- |
| 23日11:00 | 山形大 73 - 81 大阪体育大         |
| 23日12:40 | 拓殖大 82 - 70 鹿屋体育大         |
| 23日14:20 | 大阪人間科学大 78 - 61 愛知学泉大 |
| 23日16:00 | 筑波大 82 - 57 早稲田大           |

5～8位決定戦
| 日時      | N                             |
| --------- | ----------------------------- |
| 24日11:00 | 鹿屋体育大 66 - 79 愛知学泉大 |
| 24日12:40 | 早稲田大 68 - 62 山形大       |

準決勝
| 日時      | N                             |
| --------- | ----------------------------- |
| 24日14:20 | 拓殖大 51 - 62 大阪人間科学大 |
| 24日16:00 | 筑波大 56 - 65 大阪体育大     |

7位決定戦
| 日時      | N                               |
| --------- | ------------------------------- |
| 25日10:00 | 山形大 79 - 80 鹿屋体育大（OT） |

5位決定戦
| 日時      | N                           |
| --------- | --------------------------- |
| 25日11:40 | 早稲田大 69 - 73 愛知学泉大 |

3位決定戦
| 日時      | N                     |
| --------- | --------------------- |
| 25日13:20 | 筑波大 89 - 49 拓殖大 |

決勝
| 日時      | N                                 |
| --------- | --------------------------------- |
| 25日15:00 | 大阪体育大 82 - 71 大阪人間科学大 |

## 順位
| 順位   | 男子         | 男子         | 女子             | 女子   |
| 順位   | 大学名       | 備考         | 大学名           | 備考   |
| ------ | ------------ | ------------ | ---------------- | ------ |
| 優勝   | 青山学院大学 | 7年ぶり2回目 | 大阪体育大学     | 初優勝 |
| 準優勝 | 法政大学     |              | 大阪人間科学大学 |        |
| 3位    | 大東文化大学 |              | 筑波大学         |        |
| 4位    | 東海大学     |              | 拓殖大学         |        |
| 5位    | 日本大学     |              | 愛知学泉大学     |        |
| 6位    | 早稲田大学   |              | 早稲田大学       |        |
| 7位    | 筑波大学     |              | 鹿屋体育大学     |        |
| 8位    | 明治大学     |              | 山形大学         |        |

## 表彰
| タイトル       | 男子     | 男子               | 男子                        | 女子            | 女子                                 | 女子                        |
| タイトル       | 選手名   | 所属               | 備考                        | 選手名          | 所属                                 | 備考                        |
| -------------- | -------- | ------------------ | --------------------------- | --------------- | ------------------------------------ | --------------------------- |
| 得点王         | 阿部友和 | 大東文化大№7、4年  | 108点                       | 三吉綾子 出岐奏 | 大阪体育大№6、4年 鹿屋体育大№11、3年 | 91点                        |
| 3P王           | 阿部友和 | 大東文化大№7、4年  | 16本                        | 関内麻希        | 山形大№4、4年                        | 19本                        |
| リバウンド王   | 中濱達也 | 東海大№35、3年     | OFF15REB DEF30REB 合計45REB | 佐藤知穂        | 山形大№9、2年                        | OFF16REB DEF36REB 合計52REB |
| アシスト王     | 広瀬健太 | 青山学院大№15、4年 | 24本                        | 坪谷愛美        | 山形大№8、3年                        | 19本                        |
| ディフェンス王 | 阿部友和 | 大東文化大№7、4年  |                             | 中尾綾          | 愛知学泉大№9、3年                    |                             |
| 優秀選手       | 熊谷宜之 | 青山学院大№1、4年  |                             | 渡部真代        | 大阪体育大№11、3年                   |                             |
| 優秀選手       | 荒尾岳   | 青山学院大№8、3年  |                             | 竹本茜          | 大阪体育大№15、2年                   |                             |
| 優秀選手       | 神津祥平 | 法政大№5、2年      |                             | 川原麻耶        | 大阪人間科学大№10、2年               |                             |
| 優秀選手       | 阿部友和 | 大東文化大№7、4年  |                             | 鈴木あゆみ      | 筑波大№4、4年                        |                             |
| 優秀選手       | 古川孝敏 | 東海大№24、2年     |                             | 小川和美        | 拓殖大№11、3年                       |                             |
| MIP            | 阿部友和 | 大東文化大№7、4年  |                             | 本山娃由子      | 愛知学泉大№4、4年                    |                             |
| 敢闘賞         | 深尾晃生 | 法政大№13、4年     |                             | 佐藤朱華        | 大阪人間科学大№7、3年                |                             |
| MVP            | 広瀬健太 | 青山学院大№15、4年 |                             | 三吉綾子        | 大阪体育大№6、4年                    |                             |